# Mount Wanous
Mount Wanous ist ein markanter, unverschneiter, kegelförmiger und 1660 m hoher Berg im westantarktischen Queen Elizabeth Land. In der Patuxent Range der Pensacola Mountains ragt er 7 km östlich des Pierce Peak am Nordostrand des Mackin Table auf.
Der United States Geological Survey kartierte ihn anhand eigener Vermessungen und Luftaufnahmen der United States Navy aus den Jahren von 1956 bis 1966. Das Advisory Committee on Antarctic Names benannte ihn 1968 nach dem US-amerikanischen Geophysiker Richard E. Wanous (* 1939), der von 1965 bis 1966 in den Pensacola Mountains tätig war.